# Тигель часу
«Тигель часу» (англ. «The Crucible of Time») — науково-фантастичний роман Джона Браннера, вперше опублікований у 1983 році.

## Видання
Частини 1 та 2 були надруковані в журналі «Азімовз сайнс фікшн», під назвами «Вогонь запалав» (вересень 1982 року) та «Об'єднання та роз'єднання» (січень 1983 року).

## Сюжет
Роман присвячений зусиллям чужорідних видів, які втекли зі свого рідного світу, чия система проходить через молекулярну хмару міжзоряного сміття, внаслідок чого пришвидшується падіння космічних об'єктів. Унікальна біологія видів та їх біологічні технології ускладнюють ситуацію.

## Відзнаки
Номінація на премію «Локус» за найкращий науково-фантастичний роман 1984 (13-е місце).